# San Fruttuoso (Monza)

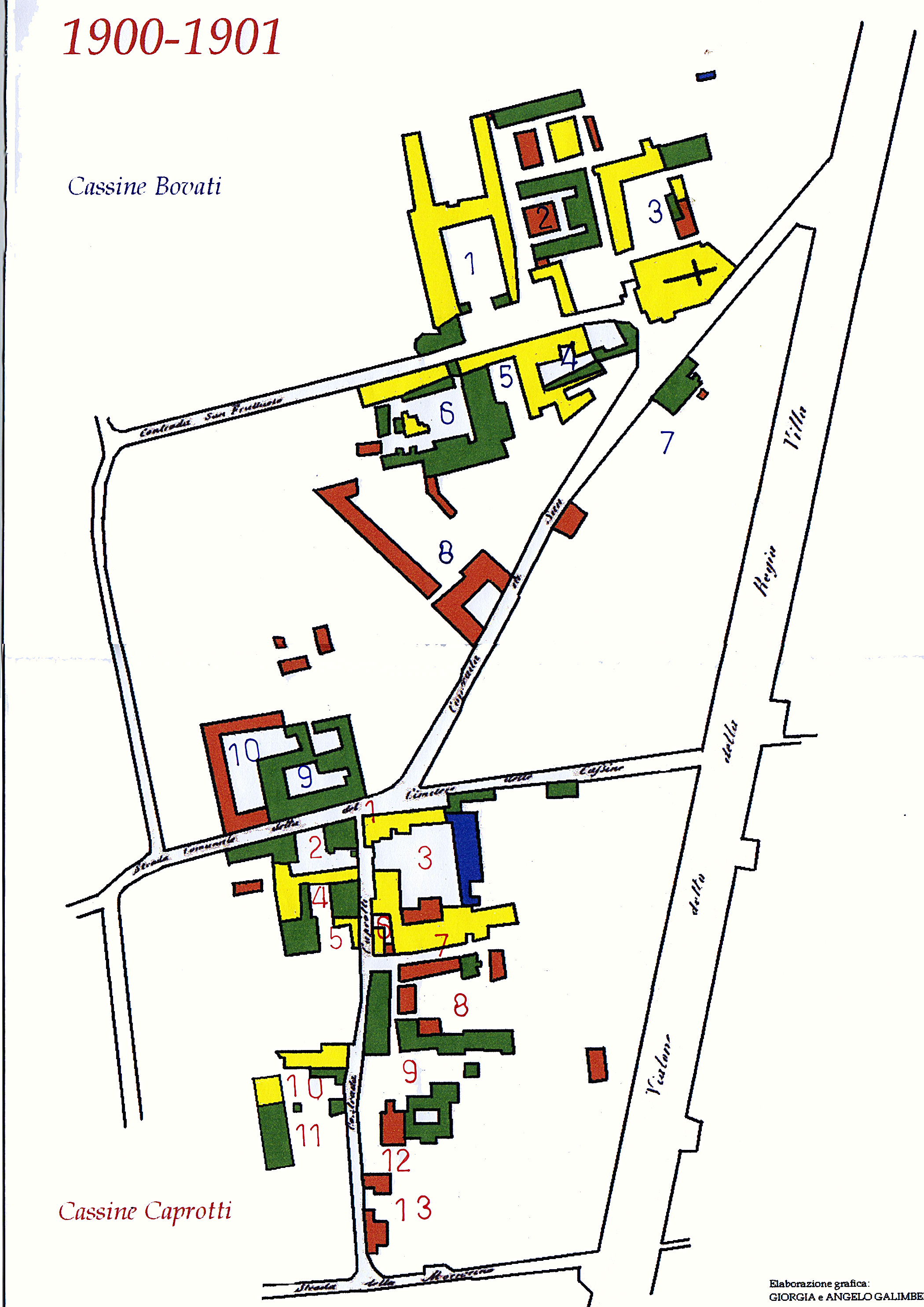
Cartina di San Fruttuoso di Monza (Cascine Bovati) nel 1901

San Fruttuoso (San Frutus in dialetto monzese) è un quartiere di Monza identificato genericamente con la zona della città posta oltre viale Lombardia.
Confina a est con i quartieri di San Giuseppe e Triante, a sud con il comune di Cinisello Balsamo, ad ovest con quello di Muggiò e a nord con il quartiere Cazzaniga, posto immediatamente oltre il parco della Boscherona. È inoltre collegato con San Biagio tramite la ciclopedonale che costeggia il Canale Villoresi.
Amministrativamente è compreso nella Circoscrizione 4 del Comune di Monza, insieme ai quartieri Triante, San Giuseppe e San Carlo.

## Storia
A partire dall'epoca romana e fino al 1936, nei documenti che riguardano la zona di San Fruttuoso, questa viene sempre associata all'allevamento, come si capisce leggendo i suoi nomi: Bovario, Boè, Bovati, Cavroto, Bovari, Caprotti.
La prima citazione di un insediamento in questa zona risale al terzo secolo d.C., quando descrivendo la strada che collega Como a Milano si parla di un "castra bovarum" cioè di un accampamento per l'approvvigionamento di cibo delle truppe militari romane nei pressi della Mansione ad Negotia, l'attuale Cascina Negozia.
Bonincontro Morigia nel suo “Chronicon modoetiense” (XIV sec.) riferisce con ricchezza di particolari della vita di San Gerardo dei Tintori deceduto il 6 giugno 1207 e descrive anche un suo miracolo che ha come protagonista una donna di San Fruttuoso:
(Chronicon modoetiense di Bonincontro Morigia)
San Fruttuoso appare nei documenti ufficiali nel censimento degli abitanti di Monza del 1537. Tale rilevazione statistica fu ordinata dalla famiglia De Leyva che governava la città dal 1529. Nel caso specifico il censimento aveva il fine di applicare la tassa sul focatico.
La tassa sul focatico era un'imposta diretta che, dal Medioevo fino a tutto il 1600, gravava su ciascuna famiglia, o fuoco. Solitamente non variava né in ragione del numero dei componenti la famiglia né in ragione del reddito. Poteva essere sostituita con la quantità di sale, che ogni famiglia doveva obbligatoriamente acquistare dalla gabella.
La tassa indiretta (gabella) sul sale era decisa e modificata a piacimento dai De Leyva che ne imposero il proprio monopolio commerciale, ordinando il prezzo tassato e l'obbligo di acquisto per tutti i sudditi.
Nel censimento del 1537 nella Cassina Cavroto et Boè sono rilevati 32 fuochi, mentre nella Cassina Torneamento di via della Taccona, se ne contano solo 4.
Quattro anni dopo, il censimento del 1541 rileva un incremento della popolazione e i fuochi delle cascine Bovati e Caprotti si contano in numero di 50, con una popolazione di 169 adulti e 53 bambini al di sotto dei 7 anni, per una media di 4,4 persone per famiglia.
Come tutto il territorio intorno a Milano furono le vicende belliche tra gli Sforza e i Visconti e più in generale tra la Spagna e la Francia a incidere sulle variazioni della popolazione vivente. In tal senso sono da tenere in considerazione anche le terribili conseguenze della peste in genere e in particolare quelle del 1529 e del 1576.
Nel 1530 nelle coltivazioni il seminativo copriva il 53%, i vigneti il 37%, il bosco il 10 %.
Nello stesso anno i terreni agricoli di Monza erano posseduti da 89 proprietari, ma il 30% della terra era solamente di 6 possidenti tra i quali la Chiesa, che vantava la proprietà del 20,4% di terreno della città. In particolare la Basilica di Sant'Ambrogio di Milano possedeva 3000 pertiche, situate perlopiù in San Fruttuoso.
Proprio l'influenza della Chiesa milanese nel quartiere portò alla nascita della prima parrocchia di Monza autonoma dal Duomo. Infatti San Fruttuoso è eretta a parrocchia il 15 giugno 1578 da Carlo Borromeo, cardinale arcivescovo di Milano. Venne stralciata dalla parrocchia di S. Giovanni Battista del Duomo di Monza e fu dedicata a san Rocco. Ciò è testimoniato dalla lapide conservata sulla parete laterale all'interno dell'attuale chiesa parrocchiale.
Ne facevano parte il Clericato di san Lorenzo. la cappella dei santi Pietro e Paolo e le cascine vicine e cioè Cascine Bovati (dette cascine di sopra) e Caprotti (dette cascine di sotto), cascine Torneamento, Cernuschio (presso S. Martino), Casignolo, Alipranda (già Castelletto), S. Rocco, Baragiola, dei Trezzi (detto il Colombirolo), S. Lorenzo, S. Alessandro e della Bettola ed infine la cascina Novella.
Quest'ultima cascine fu acquistata nel 1570 dal nobile Rocco Fondra e un suo discendente, il sacerdote don Giovanni Battista, nel 1734 la legò (con 259 pertiche milanesi di terreno) alla chiesa parrocchiale, alla quale rimase fino alle leggi eversive dell'asse ecclesiastico del 1867.
Parte delle cascine, come S. Rocco, Casignolo, S. Alessandro, la Bettola, essendo aumentata la popolazione, venne stralciata dalla parrocchia verso il 1600.
Nel 1648 la città di Monza viene ceduta ai banchieri Durini che ne mantengono il possesso fino alla soppressione dei feudi da parte di Napoleone nel 1797.
Il 3 agosto 1778 il cardinale Angelo Maria Durini - morto nel 1796 - donò le sacre spoglie di San Fruttuoso alla nostra chiesa parrocchiale. Il Durini, che le aveva avute, a sua volta, in dono da papa Clemente XIV (1769-1774) provvide per la massima parte al pagamento dell'urna, quale ancor oggi si vede, del santo. Preparata l'urna nel corso di un anno, le cerimonie della prima traslazione ebbero luogo verso la metà di agosto del 1779.
Il reliquiario con cristalli di rocca, che si ammira nell'urna, contiene il sangue del martire san Fruttuoso.
Durante il periodo della prima traslazione delle spoglie di san Fruttuoso, il cardinal Durini fu ospitato nella villa dei nobili Calchi. La villa è l'attuale casa Varisco e la Curt Lunga ne era la casa colonica, rispettivamente in via San Fruttuoso al n°8 e al n°6.
Il fondo dei Calchi si estendeva a nord e a ovest delle Cascine Bovati, a sud delle Cascine Caprotti e a est della proprietà del Monastero di San Marco a Milano.
Nel censimento del 1911 le Cascine Bovati contavano 2 319 abitanti
Nel 1933 le Cascine Bovati cambiano nome ed assumono quello attuale.
Nella prima metà del ventesimo secolo nel quartiere c’era la sede del cappellificio Trabattoni che chiuse all’inizio della Seconda guerra mondiale. Nella seconda metà del secolo la Motta aveva uno stabilimento nel quartiere. dove si realizzavano le scatole per gli imballaggi del noto panettone e fu fondata l'azienda farmaceutica  Rottapharm, che ancora oggi è l'azienda più importante della zona .

## Edifici e monumenti
Villa Torneamento - Istituto Padre Annibale di Francia

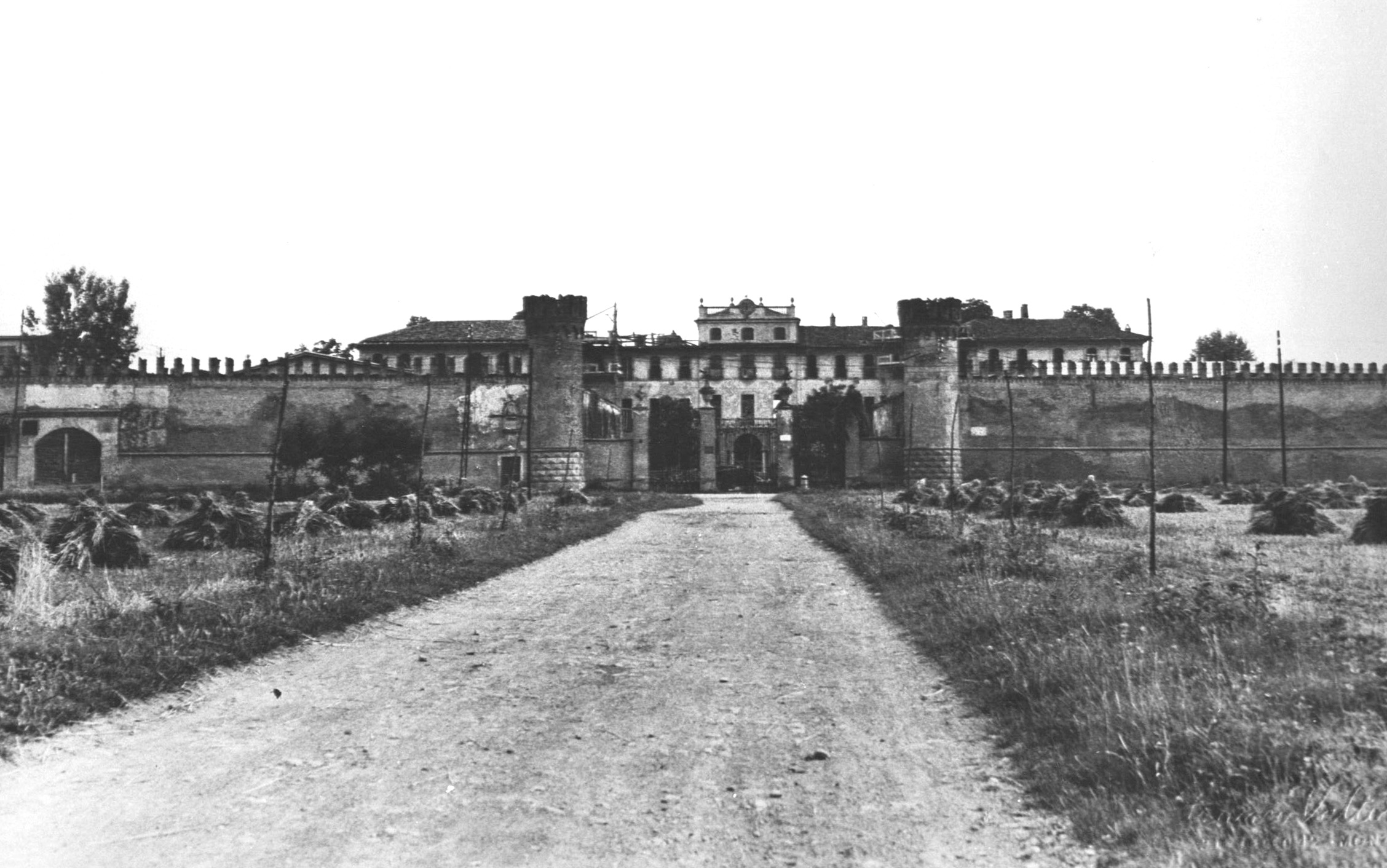
Viale d'ingresso al Castello Torneamento nel 1937

Le prime notizie relative alla villa risalgono al 1429, quando alla fine di una forte ondata di peste la famiglia Della Croce decise di costruire un luogo per ospitare nuovamente il divertimento dei tornei cavallereschi, da cui la villa ancora oggi prende il nome. Del castello che doveva proteggere i Della Croce nelle sanguinose lotte con i Rabia, i Luini e i Pilucchi si perde quasi completamente traccia già a metà del Cinquecento. L'attuale villa viene fatta costruire dalla famiglia Blondel nel 1700.
Di particolare pregio sono i giardini custoditi dai cancelli della villa, progettati e realizzati nel 1835 dall'architetto Balzaretti, l'autore dei Giardini pubblici di Milano, e il salone da ballo abbellito con due medaglioni barocchi, mentre i quattro imponenti torrioni merlati che danno su via della Taccona sono della fine dell'Ottocento.
La villa diventa proprietà della Congregazione delle figlie del Divino Zelo nel 1951 e solo otto anni più tardi iniziano le attività scolastiche che ancora oggi occupano le sale della villa.
Villa Pallavicini-Barbò (Collegio della Guastalla)

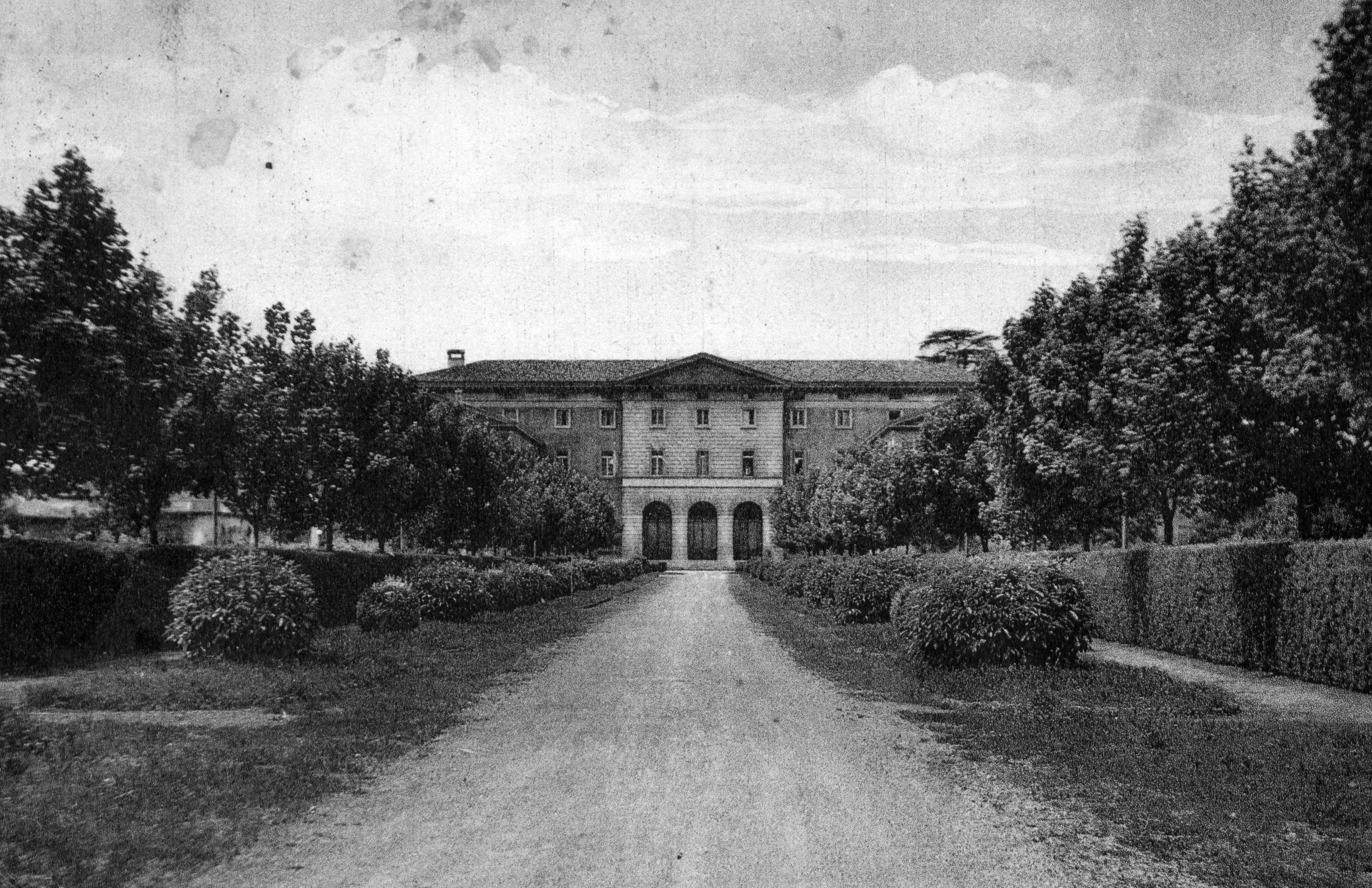
Viale d'ingresso al Collegio della Guastalla nel 1956

L'antica villa viene costruita dalla contessa Teresa Pallavicini Barbò nei primi anni dell'Ottocento sullo stile delle classiche ville patrizie romane. Formata da un corpo centrale e due ali laterali disposte a novanta gradi. La facciata interna, più maestosa di quella esterna, dà sui giardini della villa, mentre quella anteriore, ricca di elementi neoclassici, si affaccia su due ampi cortili.
Villa Pallavicini nelle sue forme attuali viene completata a seguito di un incisivo intervento strutturale nel 1935, in tempo per ospitare il collegio della Guastalla che qui si trasferisce dalla sua sede milanese negli anni del fascismo.
Nell'ala nord si trova anche la chiesa nota per il pregevole coro ligneo e i due affreschi dell'allievo di Tiziano Giovanni da Monte da Crema “L'incoronazione di spine” e “La flagellazione”. Dal 1935 ospita il Collegio della Guastalla.

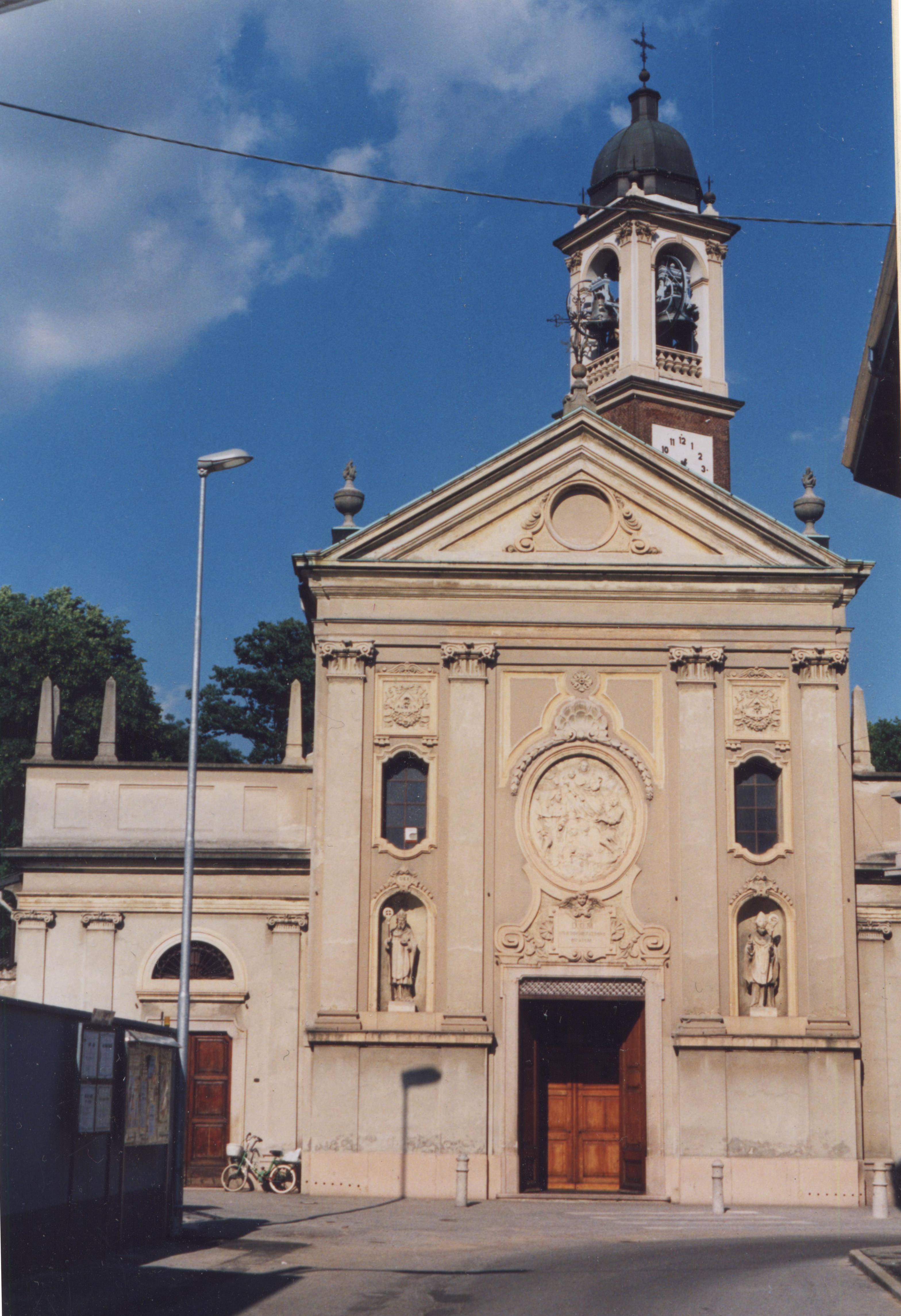
Chiesa di San Fruttuoso
Al tempo della elezione a parrocchia, nel luogo dove ora sorge la chiesa parrocchiale, esisteva una cappella "né consacrata, né parrocchiale" come appare dai documenti originali. Sembra quindi che la chiesa parrocchiale sia sempre stata nella posizione attuale.
Essa era formata da una sola navata con una cappella ed il campanile sul lato sinistro.
Anche se questa fu la prima chiesa di Monza nel 1537 a ospitare un parroco indipendente dalla parrocchia del Duomo di Monza.
Questa chiesa fu inoltre scenario di un fatto assai curioso, e tramandato dalle famiglie contadine: San Carlo Borromeo venne a celebrare una messa a San Fruttuoso durante un viaggio per la diocesi, ma questo avvenne in seguito allo scisma ambrosiano del decanato, per questo motivo si presentarono solo 5 contadini e l’Arcivescovo indignato regalò alla parrocchia un breviario, attualmente conservato nel museo civico, che riporta scritto in volgare: “Quando uscite da San Fruttuoso pulitevi i calzari”.
Nel 1887 la cappella di San Fruttuoso venne demolita per lasciare spazio alla navata destra della chiesa, essendo parroco don Luigi Martinenghi. Con l'avvento di don Mariani a parroco i lavori di sistemazione della chiesa ebbero nuovo impulso. Fu modificata interamente la pianta originale e ne risultò un edificio assai più ampio del precedente, diviso in tre navate da due file di pilastri. In fondo alla navata centrale, un'abside racchiuse l'altare maggiore, anch'esso totalmente rinnovato.
È del 1892 l'erezione del nuovo campanile dopo l'abbattimento di quello risalente al 1775. Nel 1893 la parrocchia acquistò cinque nuove campane nella tonalità di Si maggiore. Nel 1928 viene rifatta la facciata, decorata col medaglione centrale e l'inserimento di due nicchie ricavate ai lati della porta centrale con le statue dei santi Ambrogio e Carlo.
Il Laghetto di Via Boscherona e il Parco Villoresi

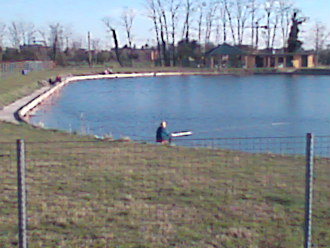
Il laghetto di Via Boscherona

Il parco della Boscherona di San Fruttuoso, grazie al progetto dei lavori intorno al Canale Villoresi (2008-2010), il quartiere si arricchisce di una vasta area verde.
Il lago, adibito alla pesca, è di forma ovale e della grandezza di un campo da calcio, può ospitare oltre 60 pescatori. Nel luglio del 2010, il sindaco Marco Maria Mariani inaugura il Parco Villoresi, adiacente al laghetto.

## Popolazione
Al 2017 il quartiere contava 7.833 residenti, di cui il 26% sopra i 65 anni, il 18,9 fra i 16 e i 35 e l'8,7% stranieri.

## Galleria d'immagini

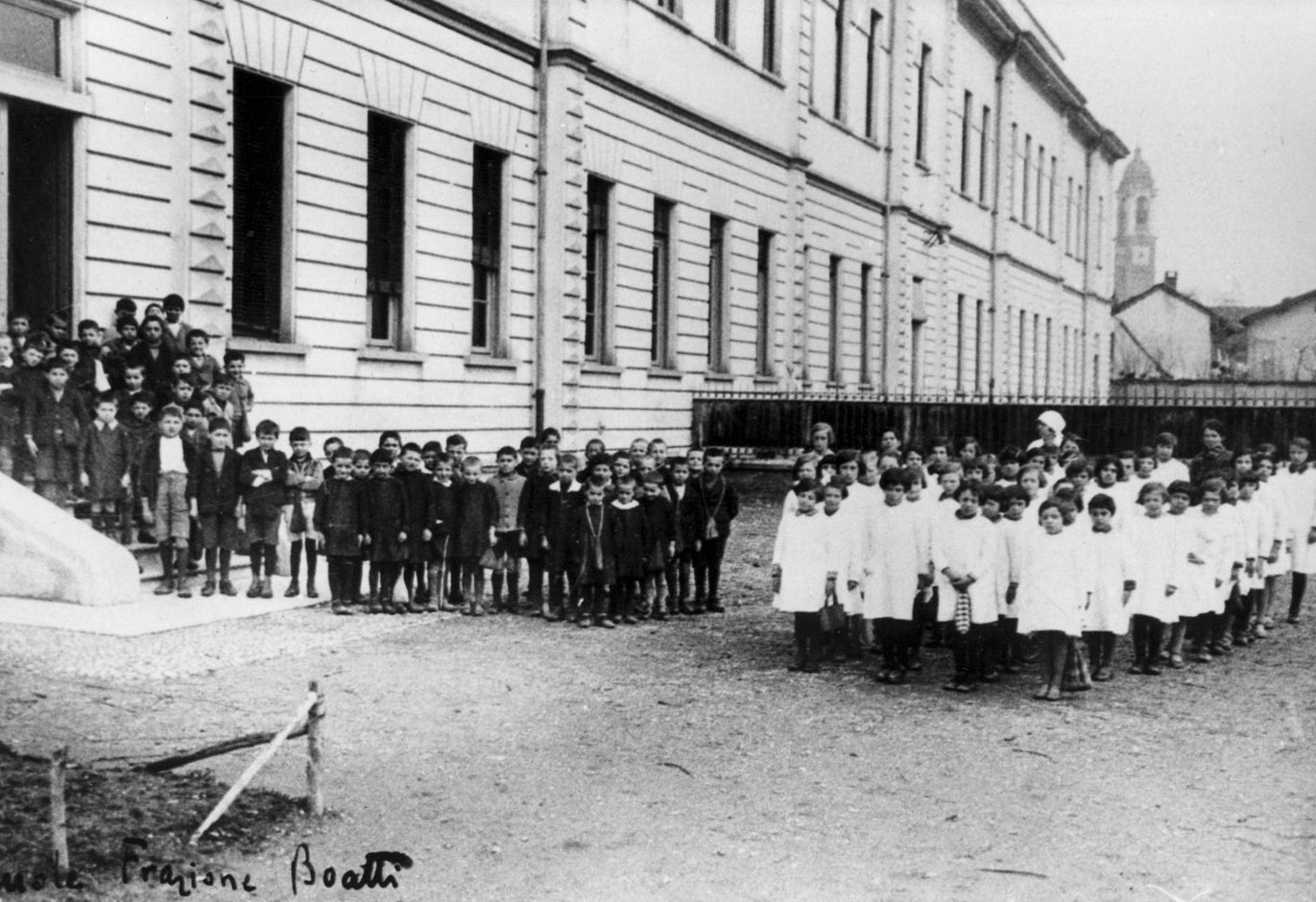
Inaugurazione dell'anno scolastico 1905 della scuola elementare Vittorio Alfieri
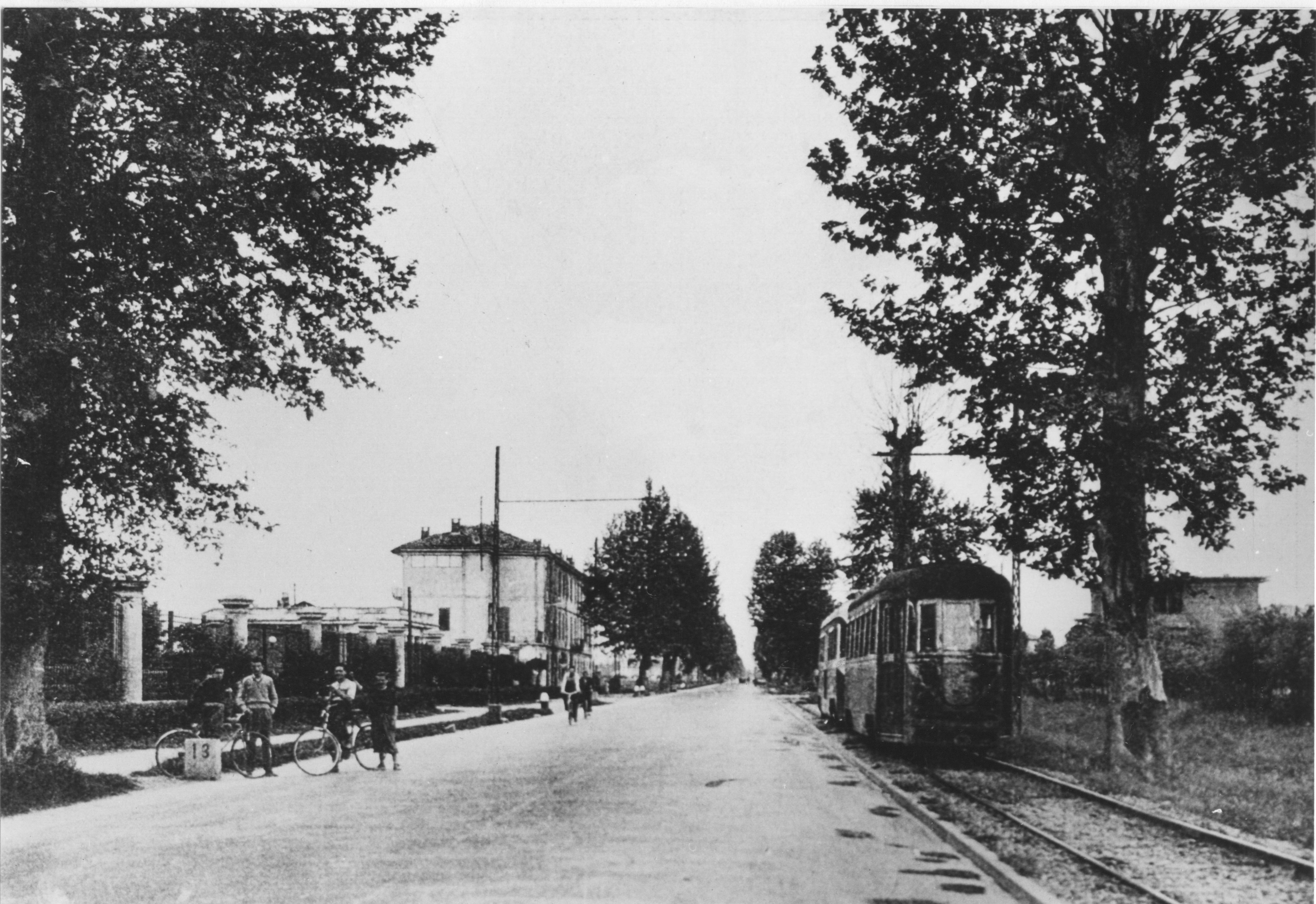
Viale Lombardia all'altezza del Collegio della Guastalla nel 1940
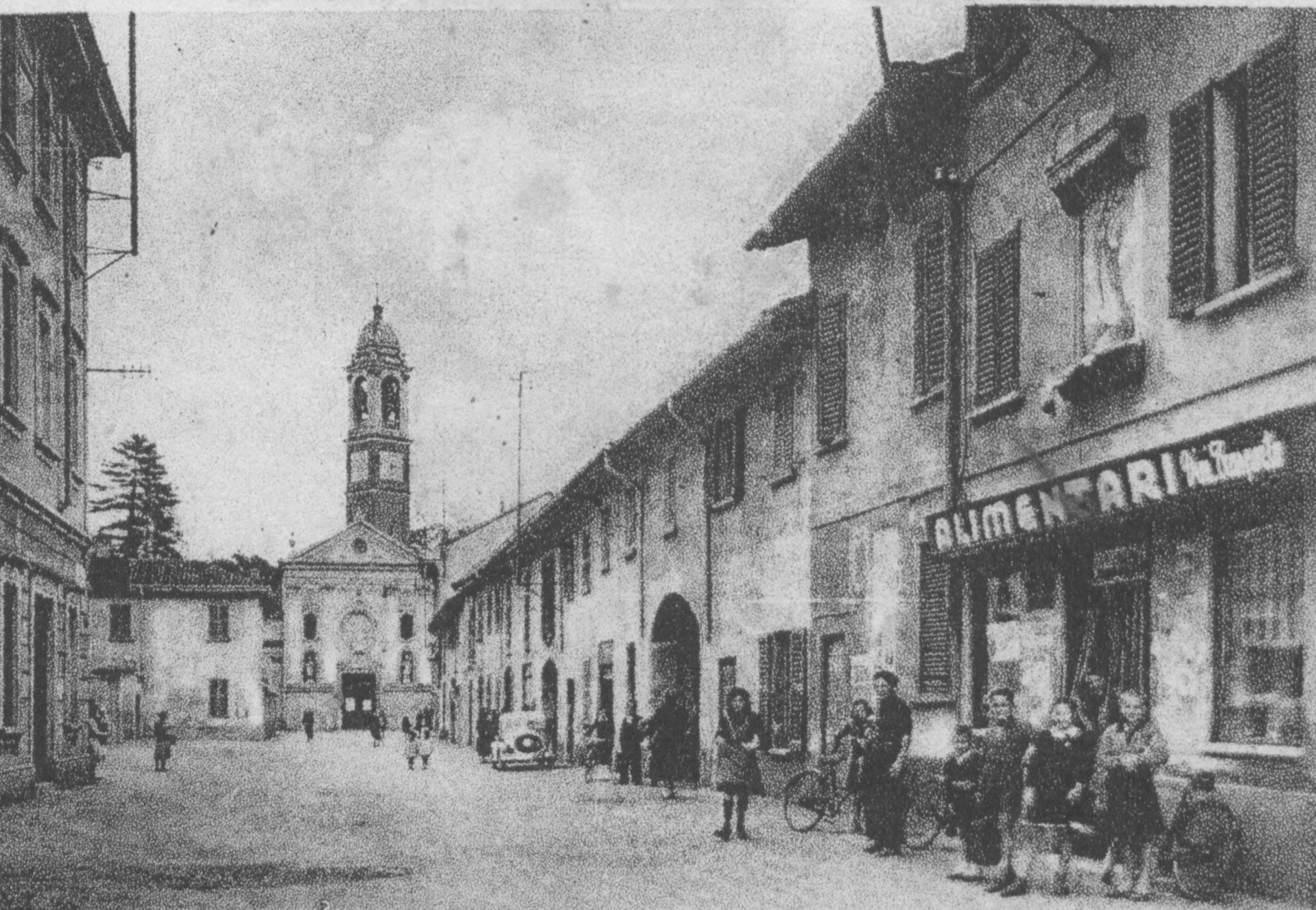
Via San Fruttuoso nel 1950
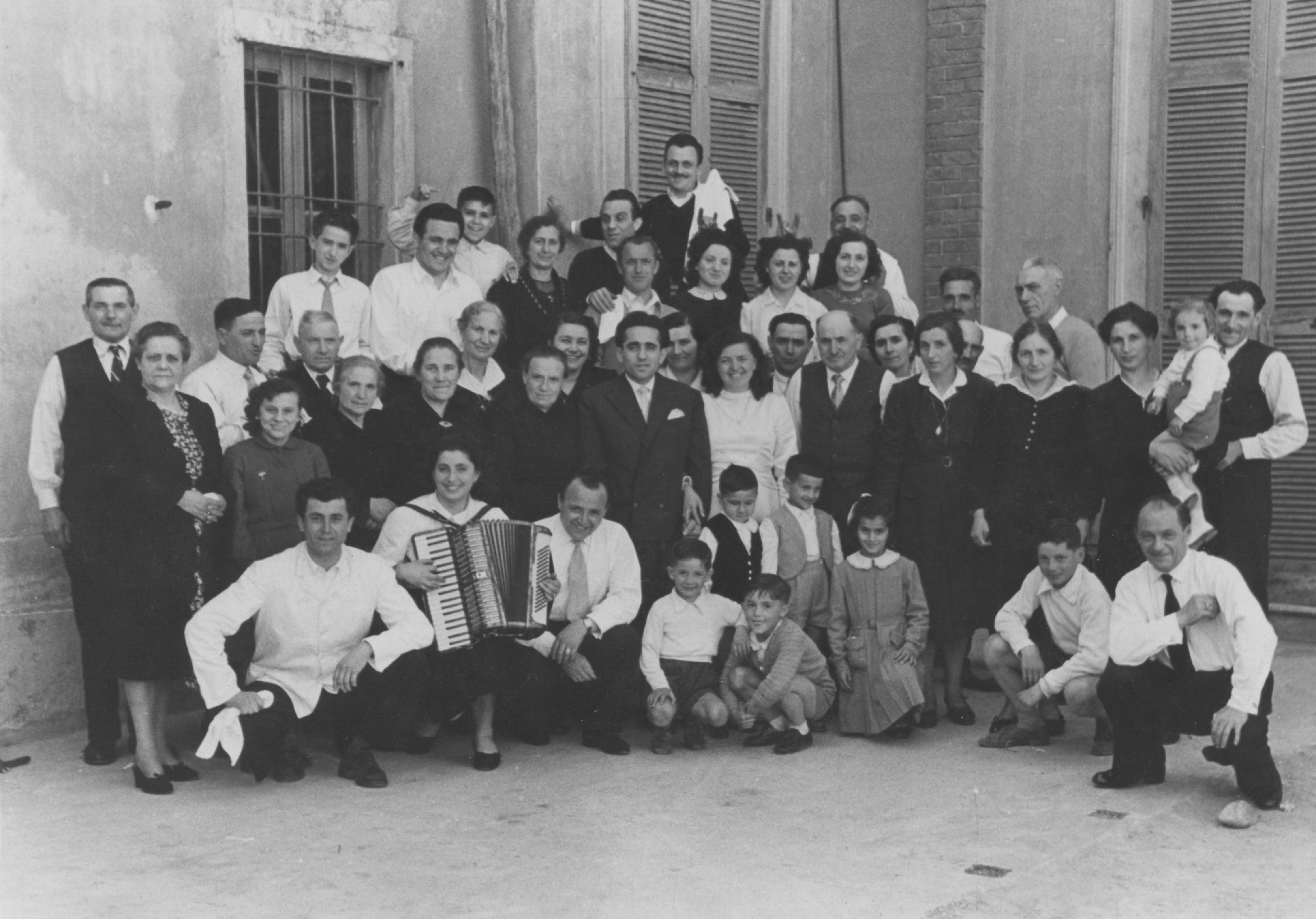
Foto di gruppo a un matrimonio a San Fruttuoso nel 1951
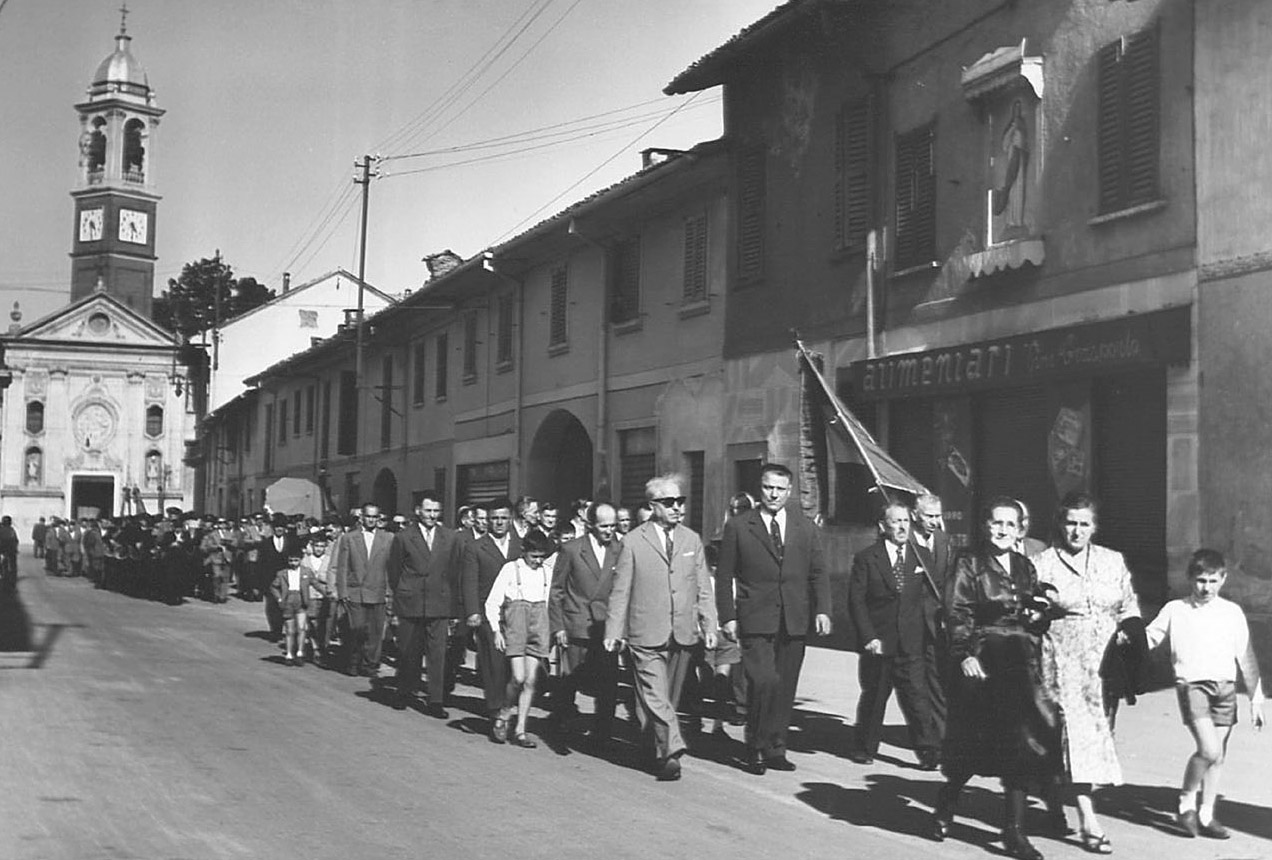
Inaugurazione della sede del Circolo uomini cattolici nel 1956
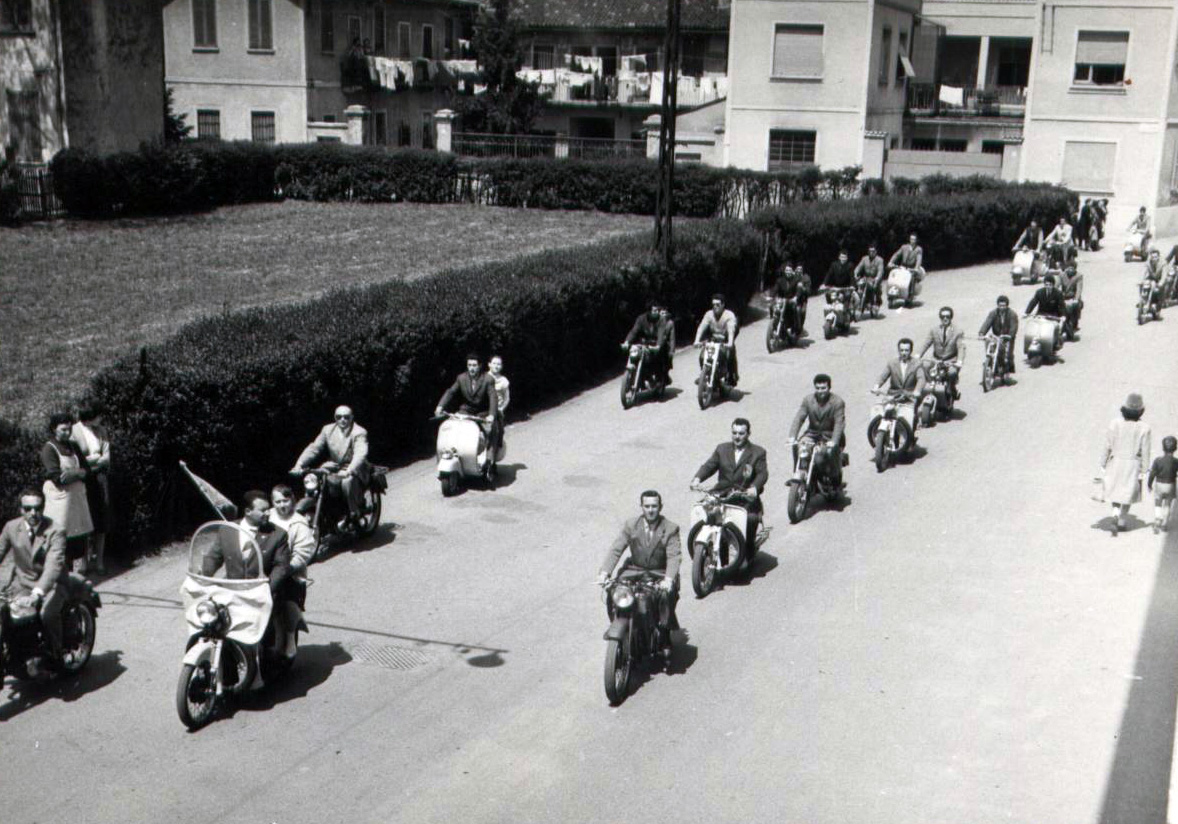
Sfilata di motociclisti in via Tazzoli nel 1959
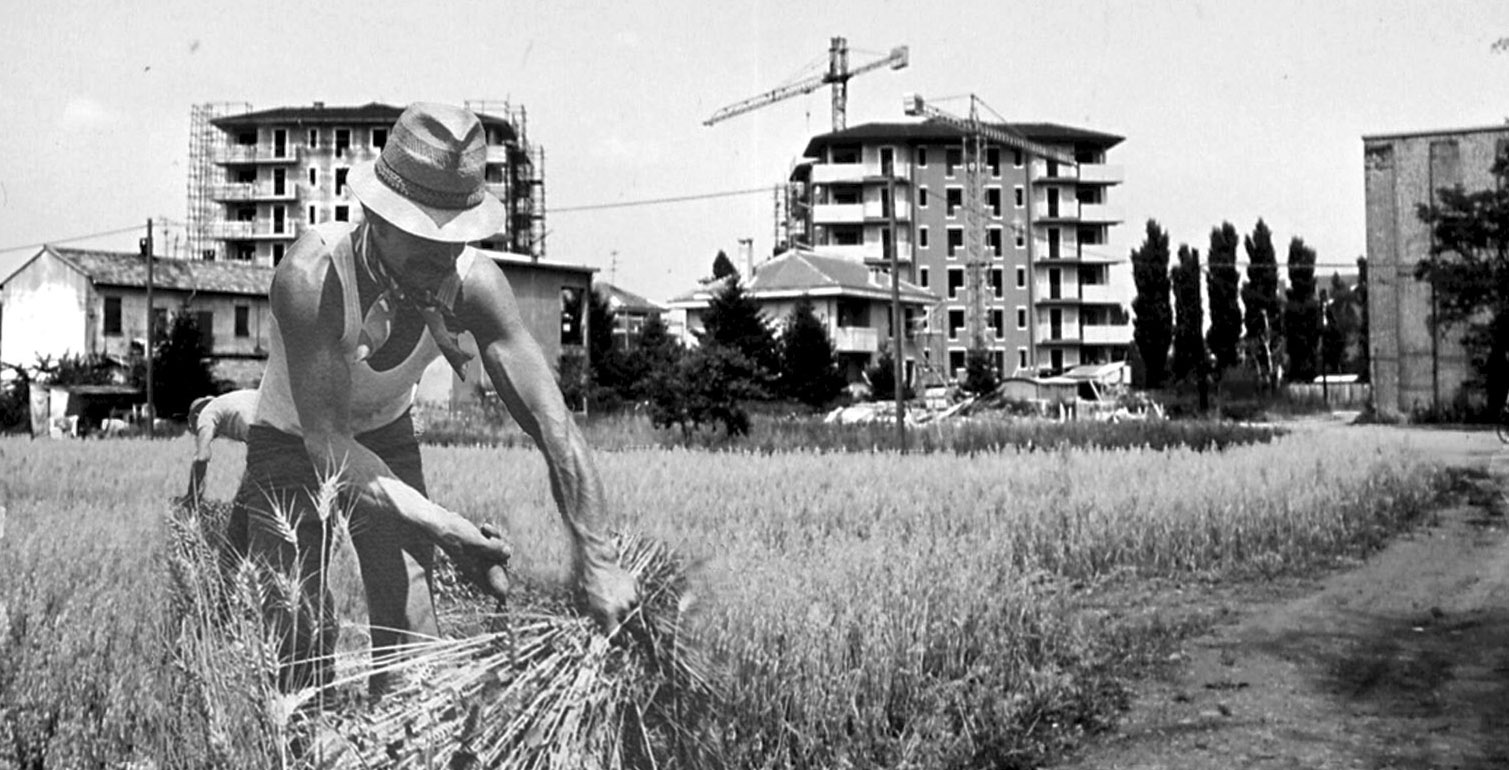
Mietitura con lo sfondo delle nuove costruzioni di via Sorteni nel 1960
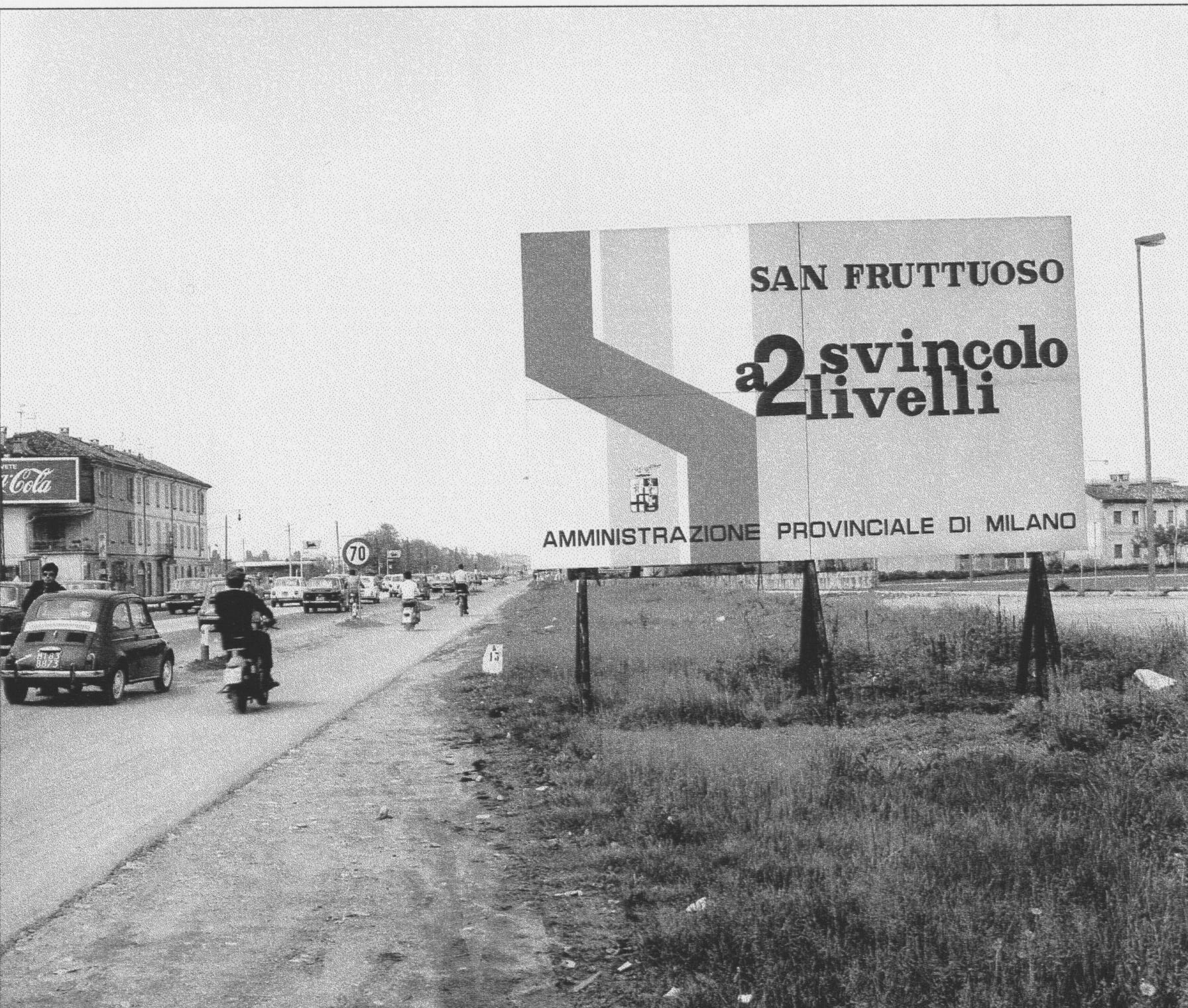
Costruzione dello svincolo di Viale Lombardia nel 1972